# ウルダ (小惑星)
ウルダ (167 Urda) は、小惑星帯に位置するS型小惑星の一つ。コロニス族に属する。
1876年8月28日にアメリカ合衆国の天文学者、クリスチャン・H・F・ピーターズによりニューヨーク州クリントンで発見され、北欧神話に登場するノルンの一柱ウルズ (Urðr, Urthr) にちなんで命名された。
2001年7月23日に日本で掩蔽が観測された。